# Jimmy Abegg
Jimmy Abegg (* 29. prosince 1954), také známý jako Jimmy A, je americký kytarista, skladatel, režisér, fotograf a výtvarník. Nyní žije v Nashville v Tennessee.
Na začátku 80. let vytvořil spolu se Stevem Griffithem pop rockovou kapelu Vector. V 90. letech hrál jako sólista, poté se připojil ke kapele A Ragamuffin Band Riche Mullinse. Vytvořil mnoho výtvarných uměleckých děl nejen pro alba kapely, ale také dokončil sérii pro Vanderbiltskou dětskou nemocnici.
Jimmy Abegg nyní trpí makulární degenerací, ale s výtvarnictvím nadále pokračuje.

## Knihy
- ABEGG, Jimmy. Ragamuffin Prayers. [s.l.]: Harvest House, 2000. Dostupné online. ISBN 978-0-7369-0303-5. S. 157.

## Diskografie
Se skupinou Vector
- 1983 Mannequin Virtue
- 1985 Please Stand By
- 1989 Simple Experience
- 1995 Temptation

Singly
- 1991 Entertaining Angels
- 1994 Secrets

S Charliem Peacockem
- 1984 Lie Down in the Grass
- 1987 West Coast Diaries: Vol. 1
- 1988 West Coast Diaries: Vol. 2
- 1989 West Coast Diaries: Vol. 3
- 1990 Secret of Time
- 1991 Love Life

Jako součást Rich Mullins & A Ragamuffin Band
- 1993 A Liturgy, a Legacy & a Ragamuffin Band
- 1995 Brother's Keeper
- 1996 Songs
- 1998 The Jesus Record
- 1999 Prayers of a Ragamuffin jen s A Ragamuffin Band

Společná díla
- 1998 Demonstrations of Love
- 1999 When Worlds Collide: A Tribute to Daniel Amos a tribute to Daniel Amos
- 2002 Making God Smile: An Artists' Tribute to the Songs of Beach Boy Brian Wilson a tribute to Brian Wilson

Jako součást Steve Taylor & The Perfect Foil
- 2014 Goliath
- 2016 Wow to the Deadness (EP; jako Steve Taylor & the Danielson Foil)